# PGC 6948
LEDA/PGC 6948, auch UGC 1344, ist eine ringförmigen Balken-Spiralgalaxie im Sternbild Andromeda am Nordsternhimmel. Sie ist schätzungsweise 192 Millionen Lichtjahre von der Milchstraße entfernt und hat einen Durchmesser von etwa 55.000 Lichtjahren. Vom Sonnensystem aus entfernt sich das Objekt mit einer errechneten Radialgeschwindigkeit von näherungsweise 4.200 Kilometern pro Sekunde. Sie ist die Hauptgalaxie der acht Mitglieder zählenden Lyons Groups of Galaxies LGG 35.

## UGC 1344-Gruppe (LGG 35)
| Galaxie  | Alternativname | Entfernung/Mio. Lj |
| -------- | -------------- | ------------------ |
| NGC 688  | PGC 6799       | 191                |
| NGC 700  | PGC 6928       | 210                |
| NGC 714  | PGC 7009       | 199                |
| PGC 6948 | UGC 1344       | 192                |
| PGC 6919 | UGC 1330       | 202                |
| PGC 6934 | UGC 1338       | 189                |
| PGC 6945 | CGCG 522-33    | 198                |
| PGC 7020 | MCG +6-5-40    | 192                |